# Underboss

Aufbau einer US-amerikanischen Mafia-Familie

Der Underboss (oder auch capo bastone oder sotto capo) bezeichnen in Mafia-Gruppen – insbesondere der sizilianischen Cosa Nostra und der US-amerikanischen La Cosa Nostra – ein hochrangiges Mitglied innerhalb der Hierarchie der Organisation. Der Underboss ist Vizechef hinter dem Boss. Der Underboss ist oft ein enges Familienmitglied des Bosses und vertritt diesen, wenn er krank oder inhaftiert ist. Im Todesfalle des Bosses übernimmt er die Führung der Bande, bis eine Nachfolgeentscheidung getroffen wurde.

## Inhalt der Aufgabe
Die Macht eines Underbosses variiert stark. Manche sind Randfiguren, während andere die mächtigsten Personen in der Familie sind. In eher kooperativ geführten Familien kann er neben dem Consigliere ein wichtiger und gefragter Entscheidungsvorbereiter seiner Familie sein.
Traditionell kümmern sie sich um die täglichen Angelegenheiten der Familie. In einigen Verbrecher-Familien wird die Aufgabe fürs Leben verliehen. Wenn ein Boss eine Gefängnisstrafe absitzen muss, vertritt ihn der Underboss. In diesem Zusammenhang spricht man vom „acting boss“.
In den meisten Familien vermittelt der Underboss bei Streitigkeiten. Abhängig von der Schwere des Problems berät er den Boss. In jedem Fall liegt die höchste Autorität beim Boss. Im Sinne der Omertà ist es seine Aufgabe, den Boss aus den eigentlichen Aktivitäten herauszuhalten und wie ein Filter die Befehls- und Informationskette nach oben und unten abzuschirmen.
Ein Underboss erhält in der Regel auf vielfältige Weise finanzielle Kompensation. Zum Beispiel kann er von dem Geld, das die Capos an den Boss weiterleiten, einen Anteil erhalten, und er kann auch (weiterhin) eine eigene Crew von „soldati“ führen.
Genau wie der Boss einer Familie kann ein Underboss einen eigenen Stellvertreter haben, der ihm als rechte Hand zur Seite steht.

## Bekannte Underbosse

### Amerikanische Cosa Nostra
- Aniello Dellacroce war lange Underboss der Gambino-Familie. Er diente unter Carlo Gambino von 1957 bis 1976. Und 1976 bis 1985 diente er unter Paul Castellano als Underboss. Nach seinem Krebstod brach der Konflikt innerhalb der beiden Fraktionen der Familie auf, welche 1985 zur Ermordung von Castellano führte und John Gotti zum Boss machte.
- Sammy Gravano war John Gottis Underboss in der Gambino-Familie geworden, nachdem sich Gotti an die Macht gemordet hatte und der ehemalige Underboss Frank DeCicco versehentlich ermordet worden war.
- Anthony „Gaspipe“ Casso war Underboss der Lucchese-Familie. Nach seiner Festnahme 1994 wurde er zum Pentito.
- Salvatore Vitale war Underboss der Bonanno-Familie unter seinem Schwager Joseph Massino und wurde ebenfalls nach seiner Festnahme zum Informanten.

### In der Fiktion
- In der HBO-Serie Die Sopranos war Johnny Sack (gespielt von Vincent Curatola) Underboss der Fantasie-Mafiafamilie Lupertazzi. Paulie Gualtieri (gespielt von Tony Sirico) ist Underboss unter Tony Soprano.
- In dem Mafia-Klassiker Der Pate ist Sonny Corleone (gespielt von James Caan) Underboss der Corleone-Familie unter seinem Vater Vito.